# Gene Short
Eugene "Gene" Short Jr. (Macon, Misisipi, 7 de agosto de 1953-Houston, Texas, 16 de marzo de 2016) fue un baloncestista estadounidense que jugó una temporada en la NBA. Con 1,98 metros de altura, lo hacía en la posición de alero. Es hermano del también baloncestista Purvis Short.

## Trayectoria deportiva

### Universidad
Jugó durante cuatro temporadas con los Tigers de la Universidad de Jackson State, en las que promedió 24,2 puntos y 9,8 rebotes por partido. Es el casi mejor delantero de su universidad, por detrás de su hermano Purvis y de Lindsey Hunter.

### Selección nacional
Fue convocado con la selección de baloncesto de Estados Unidos que compitió en el Campeonato Mundial de Baloncesto de Puerto Rico 1974, en los que ganaron la medalla de bronce. Jugó nueve partidos, en los que promedió 9,5 puntos.

### Profesional
Fue elegido en la novena posición del Draft de la NBA de 1975 por New York Knicks, pero fue inmediatamente traspasado a Seattle Supersonics a cambio de Spencer Haywood. Pero después de únicamente 7 partidos disputados en los que apenas promedió 1,9 puntos y 1,0 rebotes, fue cortado, firmando como agente libre por los Knicks, donde acabó la temporada, pero donde tampoco contó con oportunidades de juego. Al finalizar la misma se retiró del baloncesto.

## Estadísticas de su carrera en la NBA

### Temporada regular
| Temp.   | Edad | Equipo   | Liga | P  | TIT | MIN | TC  | TCA | %TC  | 3P | 3PA | %3P | TL  | TLA | %TL  | R.OF. | R.DEF. | REB | ASIS | ROB | TAP | PER | FP  | PTS |
| 1975-76 | 22   | Seattle  | NBA  | 7  |     | 5.3 | 0.9 | 1.6 | .545 |    |     |     | 0.1 | 0.3 | .500 | 0.3   | 0.7    | 1.0 | 0.3  | 0.0 | 0.0 |     | 0.7 | 1.9 |
| 1975-76 | 22   | New York | NBA  | 27 |     | 6.9 | 1.0 | 3.0 | .325 |    |     |     | 0.7 | 1.1 | .633 | 0.6   | 0.9    | 1.5 | 0.3  | 0.3 | 0.1 |     | 1.1 | 2.6 |
| Total   |      |          | NBA  | 34 |     | 6.5 | 0.9 | 2.7 | .352 |    |     |     | 0.6 | 0.9 | .625 | 0.6   | 0.9    | 1.4 | 0.3  | 0.2 | 0.1 |     | 1.1 | 2.5 |